# Пильниц

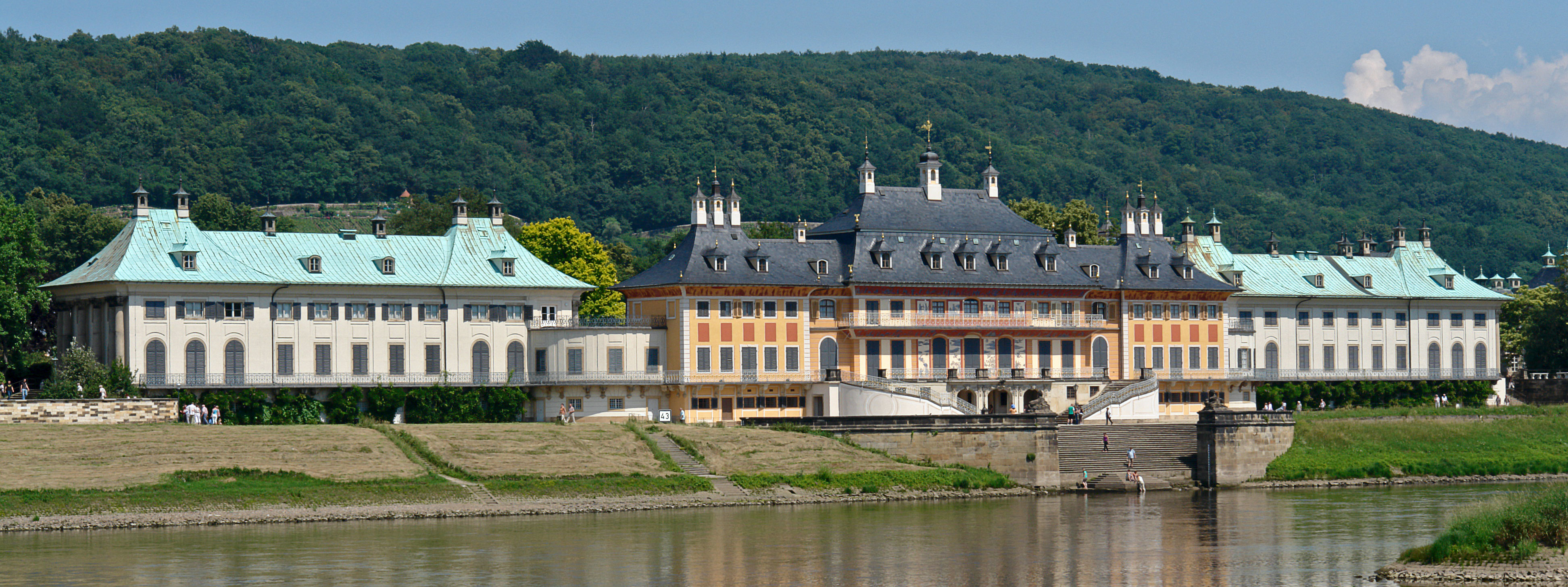
Водный дворец Пильниц (Wasserpalais). Вид с реки Эльба

Замок Пи́льниц (нем. Schloss Pillnitz) — загородная резиденция саксонских курфюрстов (с 1806 — саксонских королей) из династии Веттинов, расположенная на восточном берегу реки Эльбы в 15 км к юго-востоку от города Дрездена. Возведён в качестве летней резиденции курфюрста Саксонии и короля Польши Августа Сильного. Комплекс построек замка включает «Водный дворец» (Wasserpalais) на берегу реки, «Горный», или «Верхний дворец» (Bergpalais), на противоположной стороне холма и соединяющий их Новый дворец (Neuen Palais). «Сад удовольствий» (Lustgarten) в стиле барокко дополняет окружающий дворцовый парк. Замок Пильниц — прекрасный образец моды на «китайский стиль», или шинуазри, распространившейся в странах Западной Европы в XVIII веке. Наряду с замком Морицбург и дрезденским Цвингером замок Пильниц является одним из характерных произведений саксонского барокко.
В наше время в Новом дворце находится Музей замка (Schlossmuseum), а в Горном и Водном дворцах — Музей художественных ремёсел (Kunstgewerbemuseum) Дрезденского государственного художественного собрания. Замок Пильниц принадлежит Свободному государству Саксония и находится в ведомстве «Государственные дворцы, замки и сады Саксонии».

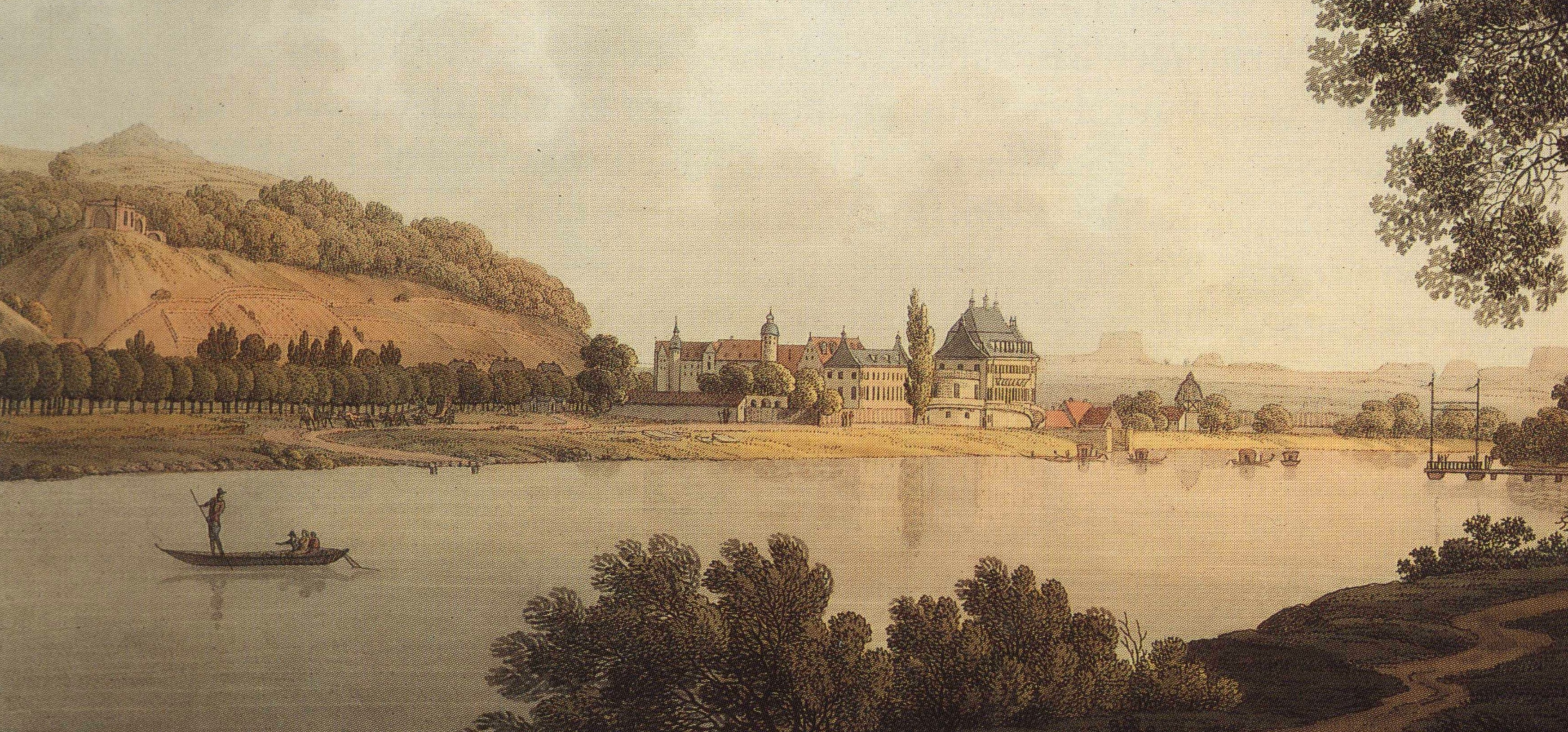
А. Бальцер. Вид замка Пильниц. 1800. Раскрашенный офорт

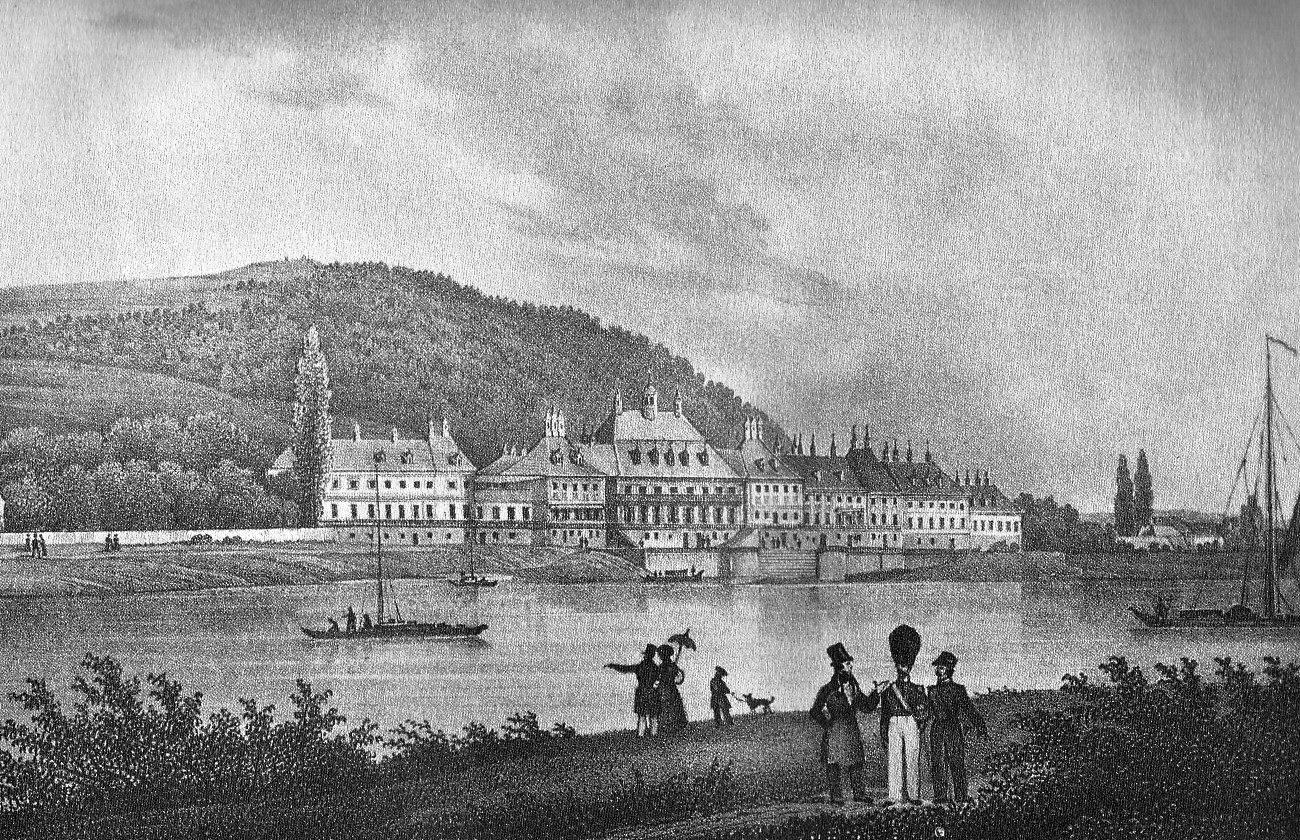
Замок Пильниц. 1850. Литография

## История
Начало строительства относится примерно к 1400 году. Изначально это был оборонительный замок со рвом и подъёмным мостом, поэтому и впоследствии резиденция сохранила название «замок» (Schloß). Кристоф Циглер продал поместье Пильниц Кристофу фон Лоссу Старшему. В 1594 году он заложил фундамент Замковой церкви. Существует легенда, что его внук Иоахим, «злая потеря» (der «böse Loß»), бродит по замку в образе чёрного пса.
В 1640 году замок унаследовал Гюнтер фон Бюнау. Спустя время, в 1694 году, Пильниц приобрёл курфюрст Иоганн Георг IV, чтобы передать его своей любовнице Магдалене Сибилле фон Нейтшютц, графине фон Рохлиц. После смерти Иоганна Георга в 1694 году замок выкупил в 1706 году его брат Фридрих Август, известный как Август Сильный (August der Starke). Вскоре после этого он также подарил его своей любовнице, графине фон Козель. В 1718 году он вернул себе замок после того, как графиня была изгнана и заключена в крепость Штольпен. Замок стал представительным дворцом для игр и развлечений придворного общества.
В 1720 году курфюрст Август Сильный поручил архитекторам М. Д. Пёппельману и 3. Лонгелуну (Zacharias Longuelune) перестроить дворец в «китайском вкусе». В 1791 году во дворце была подписана Пильницкая декларация, основа австро-прусского союзного договора (февраль 1792) и объединения европейских монархов против французской революции. С 1765 года дворец использовался в качестве летней резиденции саксонского курфюрста Фридриха Августа II, сына Августа Сильного.
Часть сооружений Пильница были уничтожены пожаром 1 мая 1818 года, после чего король Саксонии Фридрих Август I поручил мастеру-строителю Кристиану Фридриху Шурихту построить новый дворец. Строительные работы начались весной 1819 года. Главное здание, в котором находится купольный банкетный зал, было завершено в 1822 году. С 1822 по 1823 год в кухонном флигеле, выходящем на Эльбу, была построена королевская придворная кухня и пивоварня. Крыло церкви, обращённое к «Горному дворцу», было построено к 1826 году, а католическая капелла освящена в 1830 году.
После Ноябрьской революции 1918 года дворцовый ансамбль был национализирован. Во время Второй мировой войны, в 1945 году, замок Пильниц стал местом сбора художественных ценностей из саксонских коллекций, которые были перемещены в отдалённые места для защиты от воздушных налётов союзной авиации. Затем Советская трофейная комиссия перевезла их в Москву, Ленинград и Киев.
В 2004—2009 годах Дрезденская долина Эльбы с дворцами Пильница числилась среди памятников Всемирного наследия ЮНЕСКО.

## Архитектура
Дворцово-парковый ансамбль включает три дворца (1722—1723), окружённых «пейзажным парком», который в конце XVIII века вытеснил моду на французские «регулярные сады». В центре сада в 1778 году устроили пруд с большим фонтаном. Замок гармонично встроен в окружающий ландшафт речной поймы, холмов и виноградников.
В 1722 году два боковых павильона «Водного дворца» были соединены с центральным корпусом коридорами. Крыши и изогнутые карнизы дворца сделаны в «китайском стиле». Курфюрст Август пожелал, чтобы дворец был создан в «индийском стиле» (indianisch); в то время экзотические стилевые источники плохо различали, также как, например, в Японском дворце в Дрездене. В 1724 году архитектор 3. Лонгелун расширил изящно изогнутые ступени «Водного дворца» постройки Пёппельмана до величественной лестницы, спускающейся к Эльбе. В 1723—1724 годах был построен «Горный дворец» как зеркальное отражение «Водного». Между ними устроили «Сад удовольствий» (Lustgarten), южнее которого расположен старый дворец. В 1724 году лестница, ведущая вниз от «Водного дворца» к Эльбе, была перестроена в качестве пристани для гондол, прибывающих из Дрездена. В 1725 году построили «Храм Венеры» и новые павильоны. Однако вскоре после этого Август Сильный потерял интерес к Пильницу и обратил свое внимание на замки Морицбург и Гросзедлиц.
С 1765 года по распоряжению курфюрста Фридриха Августа II, сына Августа Сильного, по обеим сторонам «Водного» и «Горного» дворцов мастером-строителем Кристианом Фридрихом Экснером, по планам Кристиана Трауготта Вайнлига и Иоганна Даниэля Шаде были пристроены боковые крылья. В 1780 году Иоганн Даниэль Шаде спроектировал Английский павильон: круглый храм по образцу Темпьетто в Риме.
В Новом дворце имеются Купольный зал, католическая капелла и придворная кухня. Купольный зал, открытый в 1823 году, является единственной постройкой такого рода в Дрездене в стиле классицизма. Представительный бальный зал и столовая украшены картинами, в том числе произведениями Карла Кристиана Фогель фон Фогельштейна.
В 1778 году был расширен Английский сад, а в 1790 году создан небольшой «Китайский сад». В 1804 году по проекту Кристиана Фридриха Шурихта построили «Китайский павильон», интерьер которого расписали в «китайском стиле». В Музее художественных ремёсел экспонируется сохранившаяся часть значительной в своё время коллекции китайского и японского фарфора. История замка Пильниц со всеми позднейшими изменениями «раскрывает устойчивую тенденцию к усвоению форм восточного искусства, начало которой положил в Дрездене курфюрст Август Сильный».

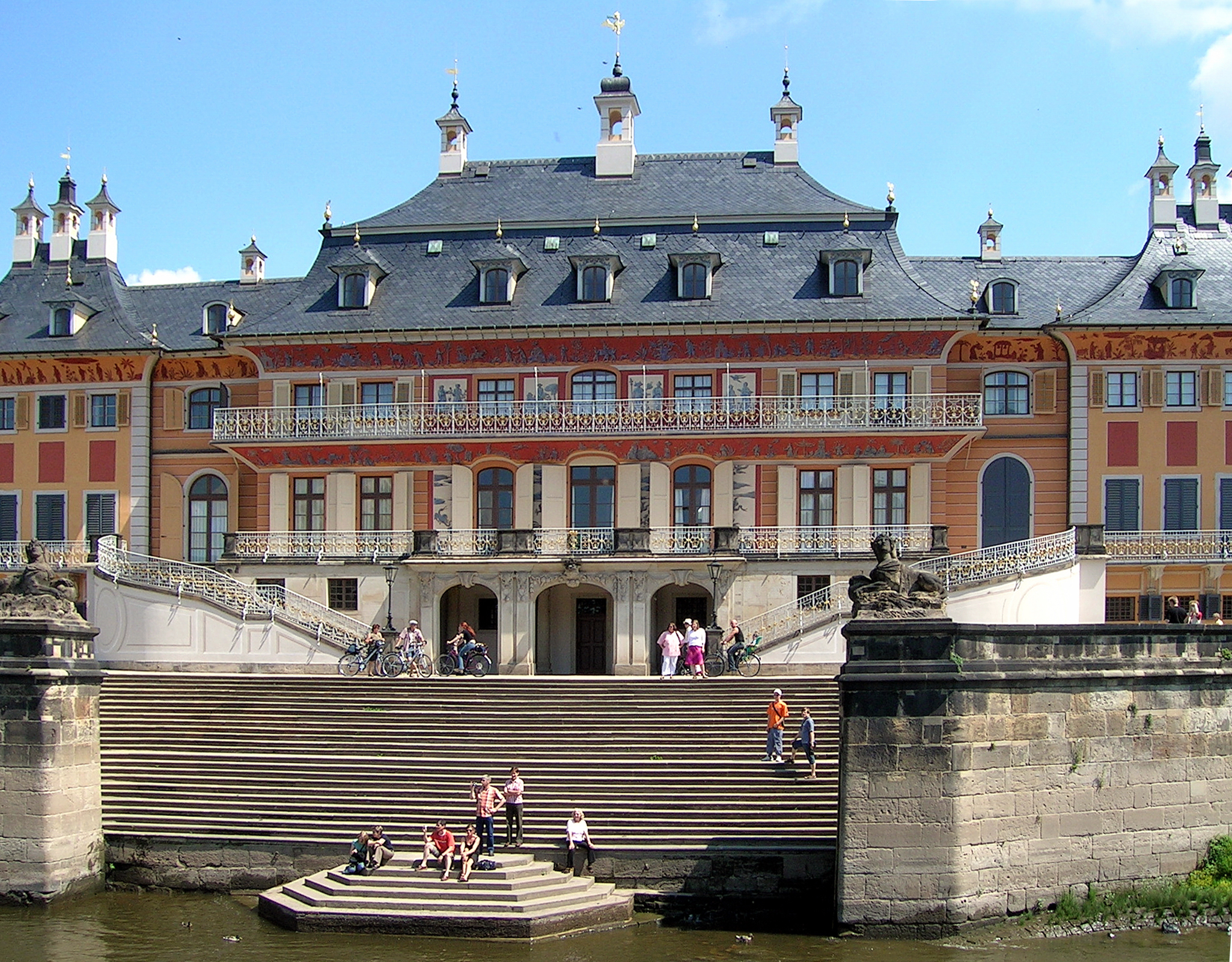
«Водный дворец». Центральная часть. 1720. Проект М. Д. Пёппельмана и 3. Лонгелуна
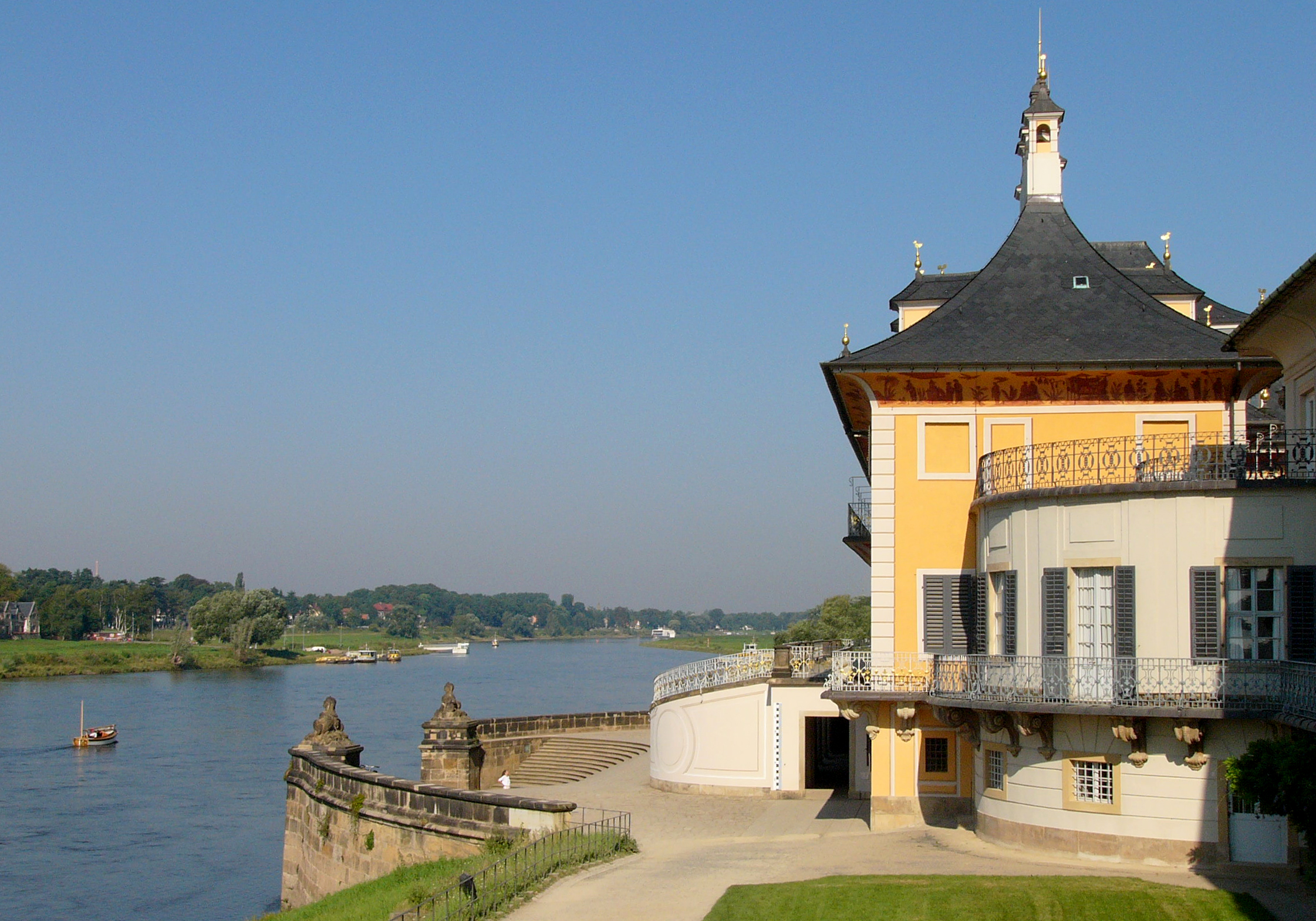
Терраса «Водного дворца»
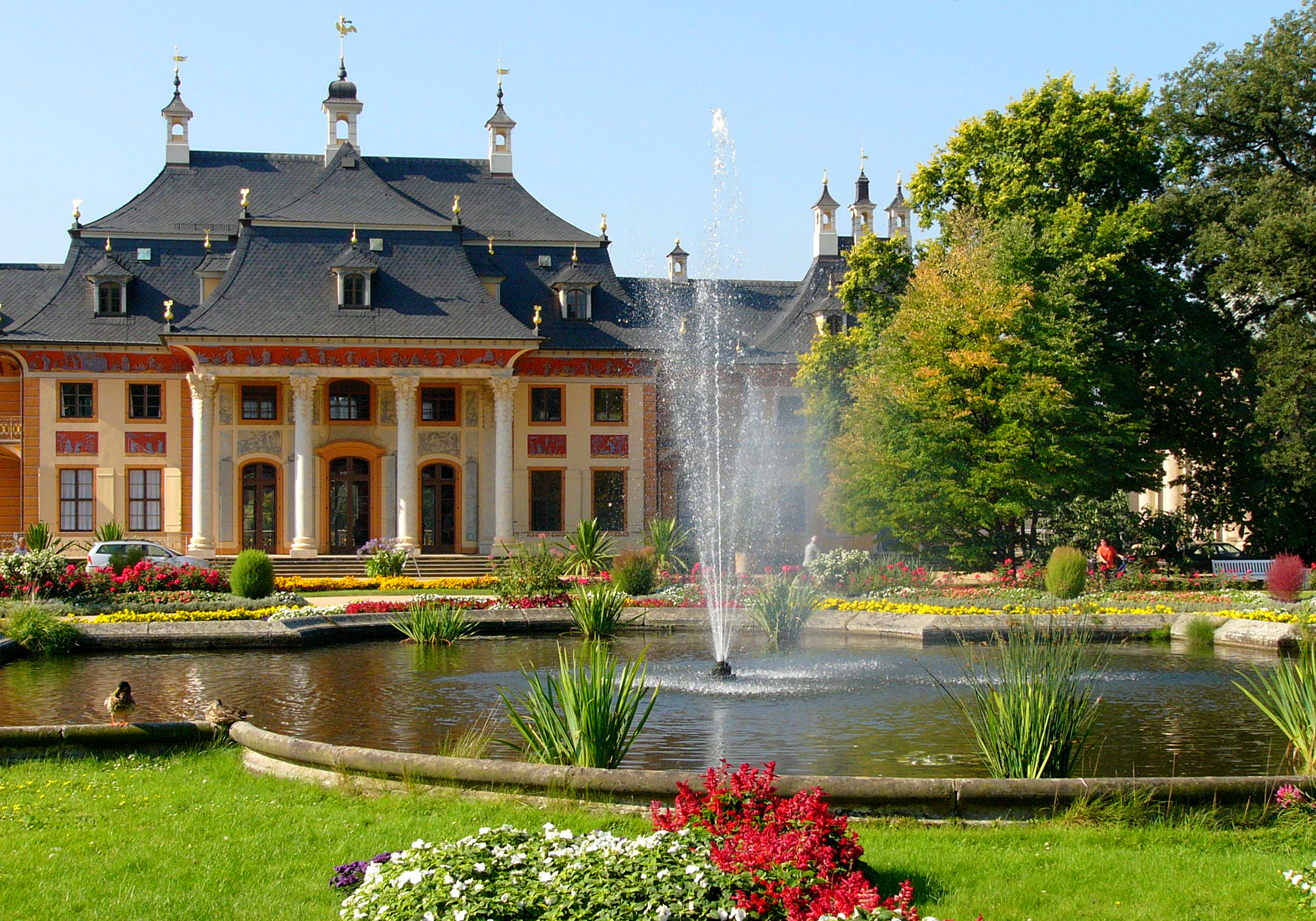
Центральный корпус «Верхнего дворца»
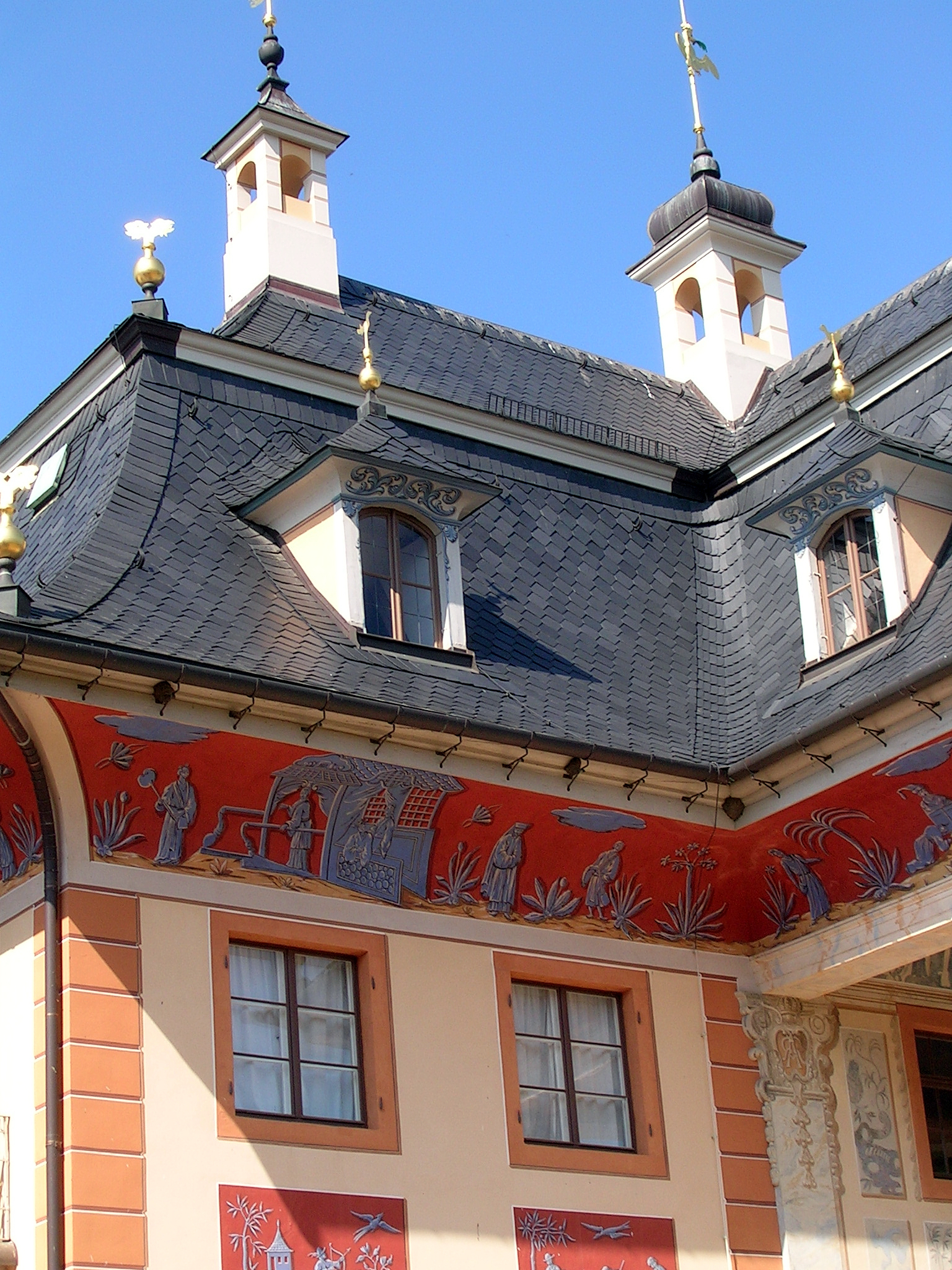
Деталь оформления
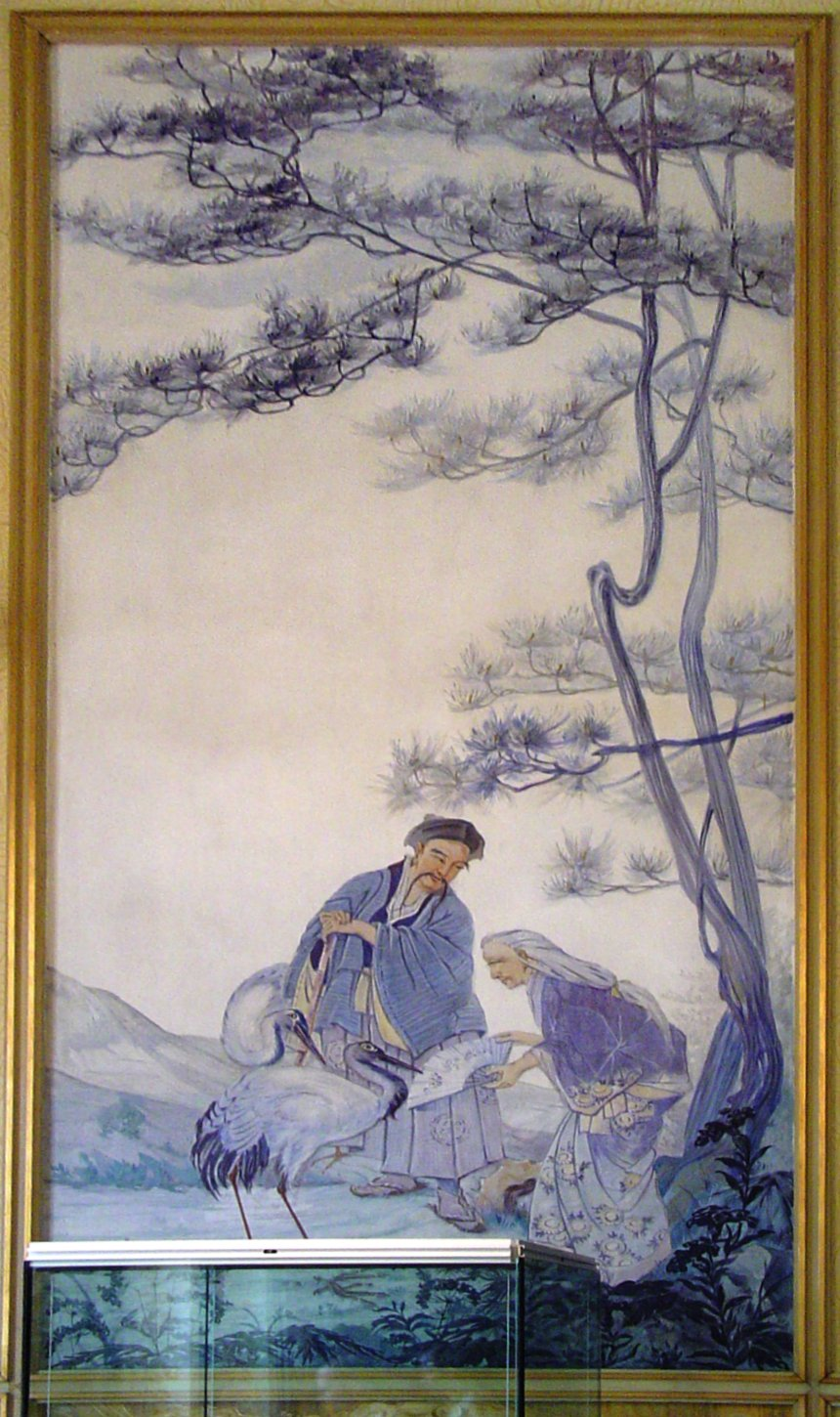
Панно «шинуазри» в интерьере
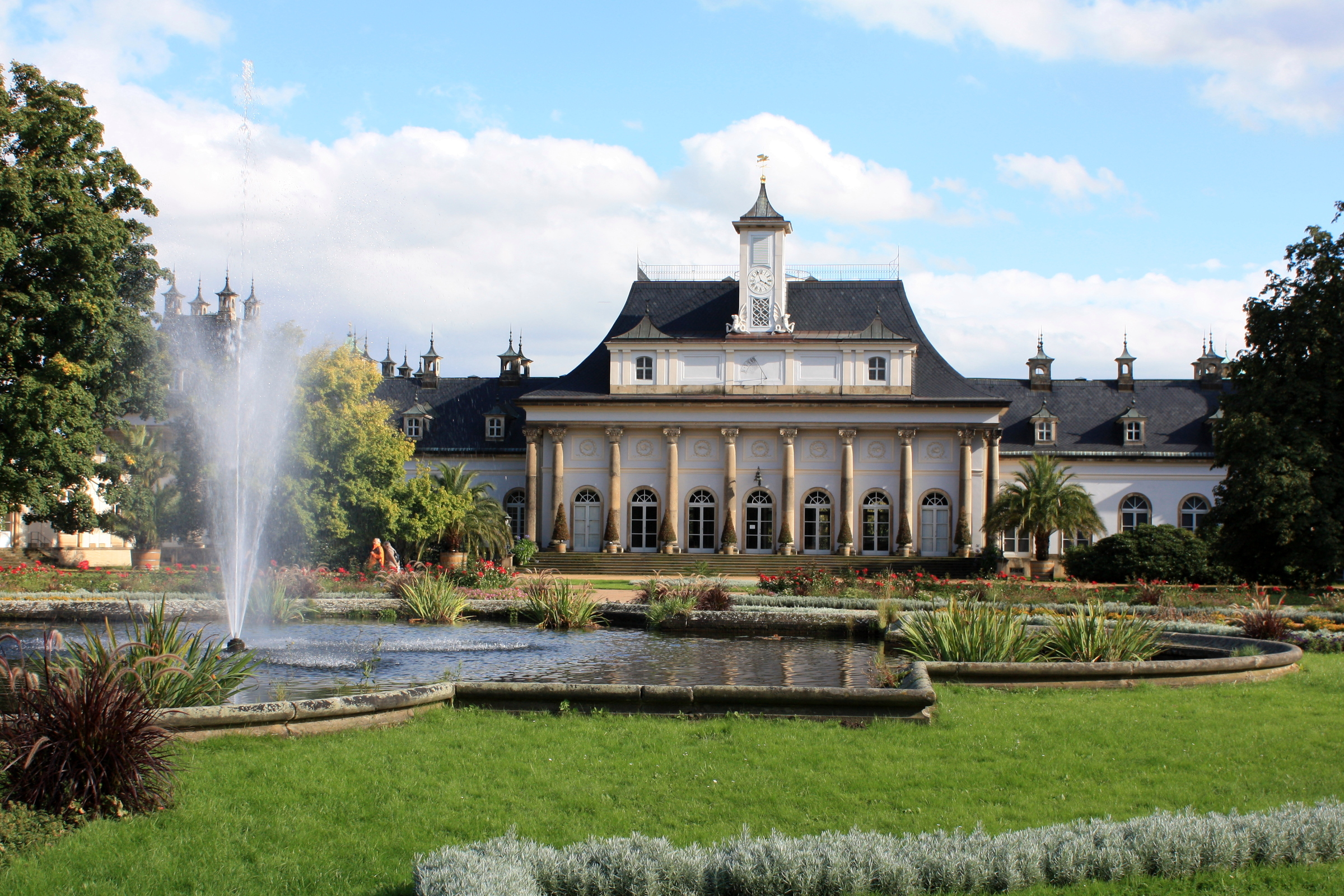
«Новый дворец». 1819—1822. Архитектор К. Ф. Шурихт
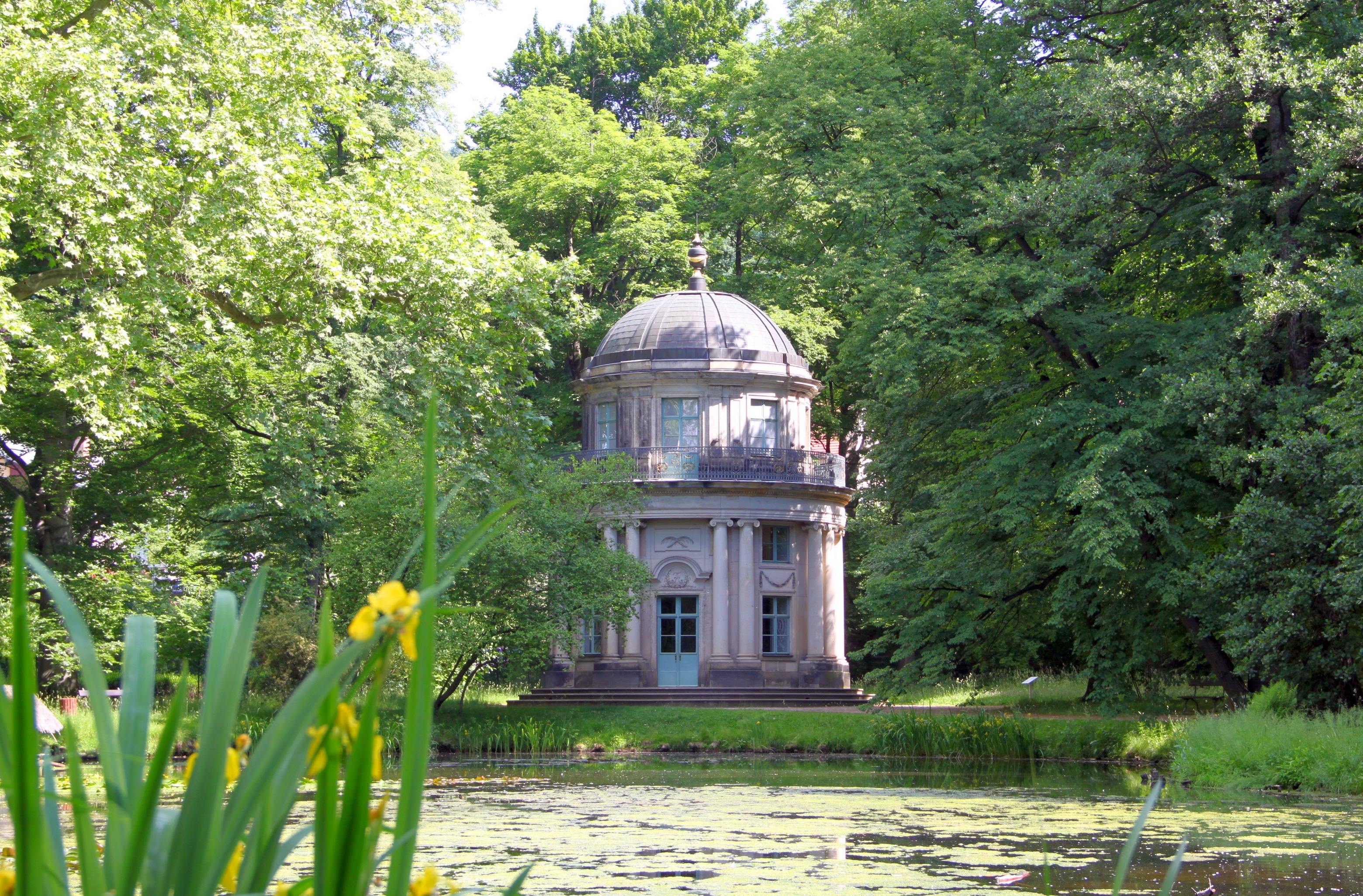
Английский павильон (Чайный домик). 1780. Архитектор И. Д. Шаде
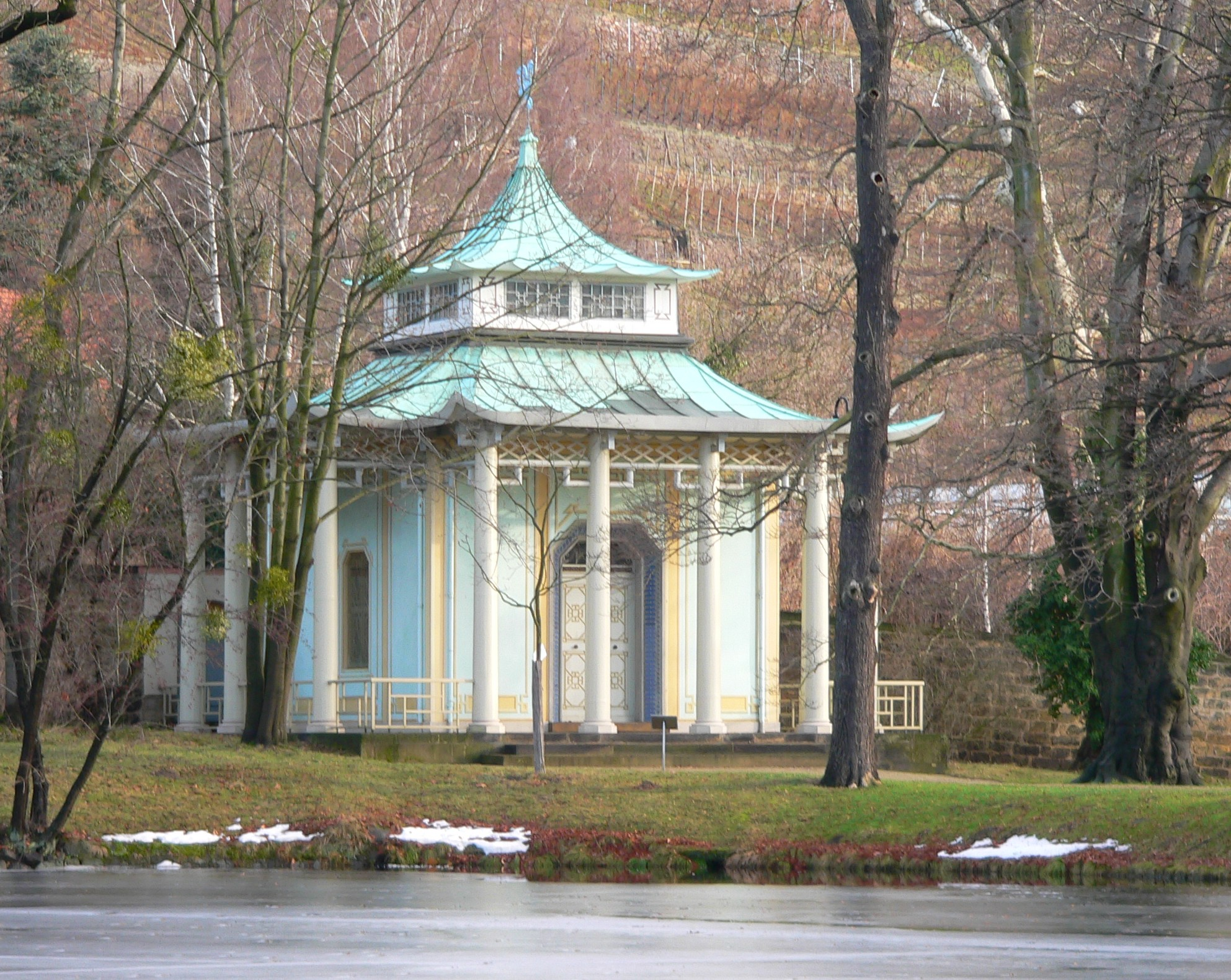
Китайский павильон. 1804. Архитектор К. Ф. Шурихт
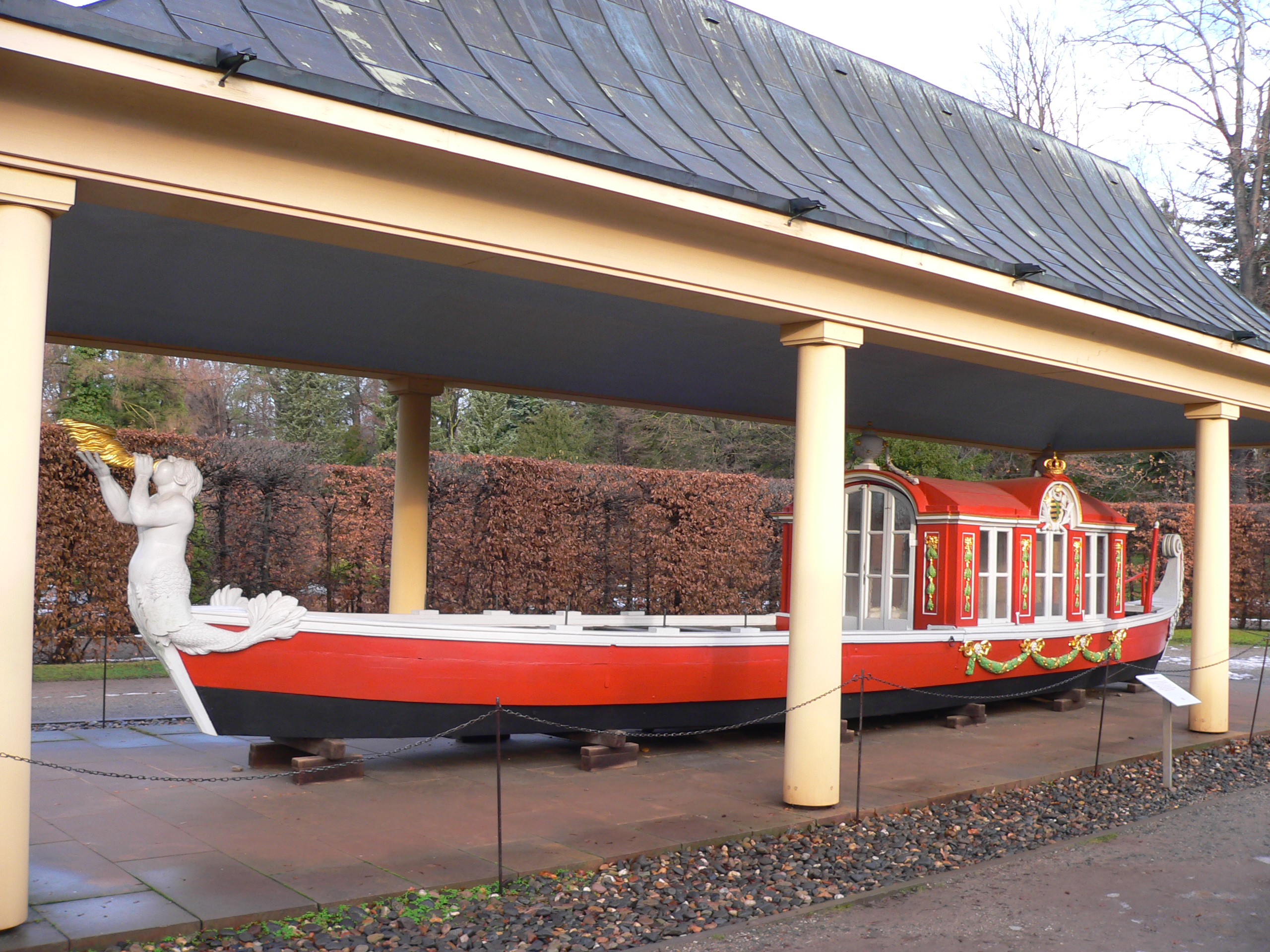
Королевская гондола